# سانت جولیا د رامیس
سانت جولیا د رامیس (به اسپانیایی: San Julián de Ramis) یک منطقهٔ مسکونی در اسپانیا میباشد که در ژیرونس واقع شده‌است. سانت جولیا د رامیس ۱۱٫۱ کیلومتر مربع مساحت دارد.